# Ruth Prado Guimarães
Ruth Prado Guimarães (São Paulo, 6 de outubro de 1912 - São Paulo, 2001) foi uma pintora brasileira. Participou de exposições coletivas, como o 44º Salão Paulista de Belas Artes, e, em 1940, recebeu a Grande Medalha de Prata, por um autorretrato, atualmente no Museu Nacional de Belas Artes.
Em seus anos iniciais como pintora, teve aulas com o pintor Rodolfo Amoedo, no Rio de Janeiro, e ampliou seus estudos na cidade de Florença, na Itália. Durante a sua carreira, produziu obras que retratavam pessoas, como retratos de políticos e pessoas influentes da socidade brasileira em meados do século XX. Já no final de sua vida, passou a pintar temas relacionados à religião. Parte de sua obra está no acervo do Museu Paulista.